# 黑塞童话集
《黑塞童话集》(德語：Die Märchen）是赫尔曼·黑塞在1904年至1918年间撰写的童话的集合。在英语圈，它由杰克·齐佩斯翻译，在1995年出版。在漢語圈，它由黄霄翎翻译，在2018年经上海译文出版社出版。

## 故事列表
- 矮人
- 影子戏
- 神秘的山
- 诗人
- 笛梦
- 奥古斯图斯
- 众神之梦
- 外星异讯
- 法尔敦
- 此道难
- 爱丽丝
- 连环梦
- 欧洲人
- 藤椅的童话
- 帝国
- 魔法师的童年
- 皮克托变形记
- 周幽王——中国古代故事一则
- 鸟儿
- 两兄弟